# Олексієнко Федір Іванович
Федір Іванович Олексієнко (6 лютого 1898, Луб'янка — 12 вересня 1982, Київ) — український майстер кераміки, педагог; член Спілки радянських художників України.

## Біографія
Народився 6 лютого 1898 року в селі Луб'янці (нині Бучанський район Київської області, Україна) у сім'ї спадкових гончарів. Упродовж 1935—1939 років викладав практику в Київському училищі майстрів народного мистецтва, у 1949—1959 роках — у Київському училищі декоративно-прикладного мистецтва. Серед учнів — Василь Духота.
З 1960 року по два місяці на рік, а з березня 1963 року постійно працював у «Софійській гончарні» під керівництвом художниці-керамістки Ніни Федорової (згодом Лабораторія архітектурно-художньої кераміки). Жив у Києві, в будинку на вулиці Кіквідзе № 30а, квартира № 1. Помер у Києві 12 вересня 1982 року.

## Творчість
Автор декоративного посуду, фантастичних статуеток (однорогів, мавпочок, коників) оздоблених різноманітним декоруванням. Серед робіт:
- «Птах. Красуня» (1962);
- «Рада чортів» (1962);
- «Вовки-ковалі» (1965);
- «Друзі» (1966);
- «Гончар» (1966);
- «Мавпа-скрипаль» (1966);
- «Мавпа замислилась» (1966);
- «Лев» (1966);
- «Відпочинок» (1966);
- «Мавпа-гончар» (1967);
- «Веселі хлопці» (1968);
- таріль «Троїсті музики» (1972);

тури
- «Чорний тур» (1963);
- «Степовий тур» (1966);
- «Тур хвостатий» (1966);
- «Тур-травень» (1967);
- «Тур-серпень» (1968);
- «Тур-химера» (1969);
- «Тур-диво» (1970-ті).

Низку робіт виконав у співавторстві з Олександрою Грядуновою (тарілки з портретами Серго Орджонікідзе та Ернста Тельмана), з Макаром Мухою (вази) та іншими керамістами.
Брав участь у багатьох виставках, зокрема кустарних 1920-х років, Декади української літератури і мистецтва у Москві 1936 року, а також зарубіжних з 1965 року.
Деякі роботи майстра зберігаються у Національному музеї українського народного декоративного мистецтва у Києві (181 робота) та інших музеях України.